# Paraneopsylla dampfi
Paraneopsylla dampfi är en loppart som beskrevs av Ioff 1946. Paraneopsylla dampfi ingår i släktet Paraneopsylla och familjen mullvadsloppor. Inga underarter finns listade i Catalogue of Life.